# Scoyo
scoyo ist ein Unternehmen mit Sitz in Berlin und Anbieter von Lerninhalten im Internet für Schüler der 1. bis 7. Jahrgangsstufe mit einer web-basierte Lernplattform für verschiedene Altersgruppen und Schulfächer, auch mobile Apps gehören zu diesem E-Learningportfolio. Mit mehr als 4000 Lerngeschichten, Tests und Übungen bietet das Unternehmen im Online-Bereich die meisten schulrelevanten Inhalte in Deutschland.

## Geschichte
Gegründet wurde das Portal im  April 2007 als hundertprozentige Tochtergesellschaft des Medienkonzerns Bertelsmann, anfangs unter dem Namen study interactive. Die Umbenennung in scoyo erfolgte im August 2007. Bertelsmann investierte von 2007 bis 2009 rund 40 Millionen Euro in die Unternehmens- und Produktentwicklung, das Online-Portal wurde für den internationalen Markt ausgebaut. Als es 2009 die wirtschaftlichen Zielvorgaben nicht erfüllte, verkaufte Bertelsmann das Unternehmen zum 1. April 2010 an den Kinderfernsehsender Super RTL. Seitdem konzentriert sich scoyo ausschließlich auf die Geschäftsentwicklung im deutschsprachigen Raum. Geschäftsführer ist Serge Bueters.

## Mediendidaktisches Konzept
scoyo wurde 2007 in Zusammenarbeit mit Pädagogen sowie Didaktikern der Leuphana Universität Lüneburg und Universität Duisburg-Essen konzipiert und von Lehrern getestet. Der Schulbuchverlag Cornelsen war bei der fachdidaktischen Konzeption und Abstimmung der Aufgaben auf die jeweiligen Lehrpläne der 16 deutschen Bundesländer beteiligt. Im Mittelpunkt soll dabei der Spaß am Lernen stehen und den Kindern der Lernstoff in Form einer storybasierten Rahmenhandlung spielerisch vermittelt werden. Neben dem problemorientierten Einstieg in die einzelnen Lerngeschichten liegt das Hauptaugenmerk auf der Alltagsrelevanz. Dazu wurden für die einzelnen Klassenstufen unter anderem zielgruppengerechte Lernwelten mit Zeichentrickfiguren entwickelt und die Unterrichtsthemen in Abenteuergeschichten integriert. Der Zeichentrickfilm-Regisseur Gerhard Hahn hat einen Teil der Lernwelten und Figuren gestaltet. Die Lernstandkontrolle erfolgt über ein Punktesystem.
Der Spaß beim Durchlaufen der Abenteuer soll die Schüler zum eigenständigen Lernen motivieren und sich positiv auf den Lernerfolg auswirken. Eine von scoyo in Auftrag gegebene Studie der Universität Duisburg-Essen von 2009 belegt, dass bei den teilnehmenden Schülern bereits nach einer Woche ein durchschnittlicher Lernzuwachs von 64 Prozent erfolgte.

## Einsatzgebiete und Inhalte
Das Online-Lernportal ist für verschiedene Einsatzgebiete entwickelt: Schüler können damit eigenständig zuhause lernen, auch im Schulunterricht und in der Nachmittagsbetreuung findet die Plattform für Gruppenarbeiten oder Einzelaufgaben Verwendung. Die Inhalte richten sich an Schüler der Klassen 1 bis 7 in den Fächern Mathe, Deutsch, Englisch, Physik, Biologie, Chemie und Kunst.
Im Frühjahr 2013 hat das Unternehmen mit den Hamburger Öffentlichen Bücherhallen eine Kooperation abgeschlossen, so dass seitdem die Plattform über die Homepage der Bibliothek zugänglich ist. Zudem bieten die PCs in den Bücherhallen die Möglichkeit, scoyo unter sachkundiger Anleitung auszuprobieren.

## Voraussetzungen
Alle Inhalte sind online abrufbar. Über die Art der Nutzung schließen Eltern einen Vertrag für ihre Kinder ab, in dem die Laufzeit individuell festgelegt werden kann.

## Auszeichnungen
- Nominierung für den Deutschen Bildungsmedien Preis Digita, 2012
- Focus Deutschland Test: Beste Online-Lern-Plattform, Focus 5/2023